# Bambi-Verleihung 1977
Die 28. Bambi-Verleihung fand am 14. Januar 1977 im Bayerischen Hof in München statt. Die Preise beziehen sich auf das Jahr 1976.

## Preisträger
Aufbauend auf die Bambidatenbank.

### Beliebtester Schauspieler
Hansjörg Felmy

### Beliebtester Showstar
Peter Alexander

### Film Bambis
Marthe Keller für Bobby Deerfield und Schwarzer Sonntag
Wim Wenders für Im Lauf der Zeit
Wolf C. Hartwig für Steiner – Das Eiserne Kreuz

### Packendste Sportszene
Rosi Mittermaier

### Populärste Auslandsserie
James Garner für Detektiv Rockford – Anruf genügt

### Redaktions-Bambis
Hans-Dietrich Genscher

 Laudatio: Wim Thoelke
Klaus Hoffmann in Die neuen Leiden des jungen W.
Ingmar Bergman für Szenen einer Ehe